# Форум Гумбольдта
Форум Гумбольдта, также Гумбольдт-форум (нем. Humboldt Forum) — музей, посвящённый истории человечества, искусству и культуре, расположенный в Берлинском дворце на Музейном острове в историческом центре Берлина. Назван в честь прусских учёных Вильгельма и Александра фон Гумбольдтов. В Форуме Гумбольдта выставляются неевропейские коллекции Берлинских государственных музеев, проводятся временные выставки и общественные мероприятия. Считается «немецким аналогом» Британского музея.

## История
Форум Гумбольдта включает в себя два бывших музея: Этнологический музей Берлина и Музей азиатского искусства, которые ведут свою историю от Палаты древнепрусского искусства. Она была основана Иоахимом II Гектором, курфюрстом Бранденбурга, в середине XVI века, но сильно пострадала во время Тридцатилетней войны 1618—1648 годов. В начале XVIII века Палата была перенесена в недавно расширенный Берлинский дворец Фридрихом Вильгельмом I. Этнологический музей открылся в 1886 году как преемник Палаты древнепрусского искусства, а Музей азиатского искусства возник первоначально как индийский отдел Этнологического музея в 1904 году. В 1906 году Вильгельм фон Боде, директор Королевских музеев в Берлине, учредил Музей восточноазиатского искусства как отдельную коллекцию. В 2006 году музей Индийского искусства и Музей восточноазиатского искусства были объединены в Музей азиатского искусства.
В апреле 2002 года было принято решение о восстановлении Берлинского дворца, где часть помещений использовалась бы в качестве музея мировых культур под названием «Форум Гумбольдта». Проект нового здания принадлежит итальянскому архитектору Франко Стелла. Главная архитектурная идея заключается в объединении прошлого и настоящего для построения нового будущего, в том числе и на другом уровне.
Первый камень в фундамент был заложен президентом Йоахимом Гауком на церемонии 12 июня 2013 года. К 2019 году общие затраты на его сооружение составили 700 миллионов долларов США, что делало его самым дорогим культурным проектом Европы. Первоначально открытие Форума Гумбольдта планировалось на осень 2019 года, но было отложено до 2020 года из-за технических проблем. Пандемия COVID-19 в Германии создала новые трудности в завершении строительства из-за задержек с доставкой материалов и нехваткой рабочей силы. 16 декабря 2020 года состоялось открытие в онлайн-формате Форума Гумбольдта, объединившего в себе Этнологический музей и Музей азиатского искусства, а 20 июля 2021 года он стал доступен для широкой публики.
Происхождение многих экспонатов музея не выяснено, некоторые из них оказались похищенными из колоний Германской империи и других европейских стран. В связи с этим ключевой темой многих выставок является история колониализма.
- Выставка «Колониальные связи»
- Выставка Южных морей